# Juville
Juville là một xã trong vùng Grand Est, thuộc tỉnh Moselle, quận Château-Salins, tổng Delme. Tọa độ địa lý của xã là 48° 55' vĩ độ bắc, 06° 20' kinh độ đông. Juville nằm trên độ cao trung bình là 260 mét trên mực nước biển, có điểm thấp nhất là 252 mét và điểm cao nhất là 392 mét. Xã có diện tích 6,05 km², dân số vào thời điểm 1999 là 98 người; mật độ dân số là 16 người/km². Juville nằm về phía đông nam của Metz, thuộc Pháp từ nằm 1661.

## Thông tin nhân khẩu
| 1962 | 1968 | 1975 | 1982 | 1990 | 1999 |
| ---- | ---- | ---- | ---- | ---- | ---- |
| 78   | 84   | 90   | 64   | 80   | 98   |